# 汶萊海事博物館
4°52′54.7″N 114°58′06.9″E / 4.881861°N 114.968583°E
汶萊海事博物館是汶萊首都斯里巴加湾哥打峇都的一座博物館，位於馬來科技博物館附近。

## 歷史
汶萊海事博物館始建於2006年，於2008年完工，但直至7年後的2015年3月23日才對公眾開放，由王儲穆赫塔迪·比拉主持開館儀式。博物館建設共耗資約500萬汶萊元。

## 展覽
汶萊海事博物館包括三大展示廳，其中兩個為永久展廳，一個為暫時展廳。永久展廳中有一個名為「汶萊沈船」，展示一艘1997年自汶萊海岸打撈的沈船上約13,500件文物，包括數件十五至十六世紀的瓷器；另一個展廳名為「商業中心哥打峇都」，展示十四至十七世紀哥打峇都的發展歷史，包括該年代船隻的模型與許多當地文物。
博物館開館時，暫時展廳曾以海上絲綢之路極盛時期汶萊與中國的往來為主題，展示來自泉州海外交通史博物館的文物。